# El Quiteño Libre

## Orígenes

### Fundadores
El Quiteño Libre fue una sociedad nacionalista de la ciudad de Quito, capital de la República del Ecuador fundada en 1833 durante el primer período del presidente y fundador de la República Juan José Flores, la misma que estaba integrada por masones como el miembro inspirador y fundador coronel Francisco Hall, el general Manuel Matheu, el presidente de la sociedad general José María Sáenz y el escritor Pedro Moncayo y Esparza.
Otras personalidades notables que fueron miembros de El Quiteño Libre, fueron Manuel Albán, Ignacio Zaldumbide, Roberto de Ascázubi, Manuel de Ascázubi, Manuel Ontaneda, Thomas Charles Wright, entre otros.

### Oposición política al floreanismo
Dicha sociedad publicó a partir del 12 de mayo de ese mismo año un periódico al que llamaron El Quiteño Libre. Uno de los escritores del periódico fue Pedro Moncayo.  
El periódico duró desde el 12 de mayo de 1833 hasta el 14 de septiembre de 1833. La esencia de El Quiteño Libre era nacionalista, antimilitarista y anticolombiana, y sus miembros se habían caracterizado inclusive como antibolivarianos.
Para contrarrestar al Quiteño Libre el presidente fundó tres periódicos en Guayaquil, Quito y Cuenca respectivamente para que lo respaldaran.
El objetivo del periódico era denunciar los errores del régimen: la dilapidación del tesoro en los partidarios del gobierno, el mal uso de los recursos obtenidos mediante deuda pública, exponer a la opinión pública la inercia del gobierno en castigar la falsificación de la moneda y los abusos de poder de los gobernadores extranjeros en las provincias.
El Quiteño Libre aprovechando la renovación parcial del Congreso en 1833, promovió la candidatura del masón Vicente Rocafuerte y resultó elegido diputado por la provincia de Pichincha.
Reunido el Congreso (del que no participó Rocafuerte por encontrarse enfermo), el Gobierno pidió facultades extraordinarias ya que, según afirmaba, la paz pública estaba amenazada por una inminente revolución. Luego de un debate parlamentario acalorado, las facultades extraordinarias fueron concedidas. Con el otorgamiento de poderes dictatoriales, se clausuró la sociedad del El Quiteño Libre. Los miembros Pedro Moncayo y Roberto de Ascázubi fueron apresados con orden de destierro logrando los restantes miembros esconderse.

## Declive y disolución
El Quiteño Libre tuvo participación directa en la revolución militar antifloreana que el 12 de octubre de 1833 estalló en Guayaquil dirigida por el comandante Pedro Mena y que proclamó la Jefatura Suprema de Vicente Rofacuerte. Fue por esto que, cuando Flores se trasladó a dicha ciudad para sofocar el movimiento, sus miembros aprovecharon para en la noche del 19 de octubre de 1833 intentar asaltar el cuartel del batallón de artillería de Quito; pero no contaban con ser víctimas de una emboscada donde fueron capturados y luego asesinados Francisco Hall, José Conde, Nicolás Albán y Camilo Echanique.
Al día siguiente sus cadáveres aparecieron colgando desnudos de un poste, y más tarde, los miembros restantes del Quiteño Libre: el general José María Sáenz, Ignacio Zaldumbide y otros patriotas, fueron asesinados en la Hacienda de Pesillo, ubicada en la provincia de Imbabura.